# أسنان الكلب
أسنان الكلب هو فيلم من نوع دراما أُصدر في 2009. الفيلم من إخراج يورجوس لانثيموس، أما السيناريو فكان من كتابة يورجوس لانثيموس وإفثيمس فيليبو.

## القصة
قصة الفيلم الرئيسية حول زنا المحارم.

## طاقم التمثيل
- اجيليكي بابوليا [الإنجليزية]‏
- ماري تسوني
- ميشيل وادي  [لغات أخرى]‏
- Christos Stergioglou [الإنجليزية]‏

## وصلات خارجية
- أسنان الكلب على موقع IMDb (الإنجليزية)
- أسنان الكلب على موقع ميتاكريتيك (الإنجليزية)
- أسنان الكلب على موقع روتن توميتوز (الإنجليزية)
- أسنان الكلب على موقع نتفليكس (الإنجليزية)
- أسنان الكلب على موقع قاعدة بيانات الأفلام العربية
- أسنان الكلب على موقع ألو سيني (الفرنسية)
- أسنان الكلب على موقع Turner Classic Movies (الإنجليزية)
- أسنان الكلب على موقع أول موفي (الإنجليزية)
- أسنان الكلب على موقع بوكس أوفيس موجو (الإنجليزية)
- أسنان الكلب على موقع فيلمافينيتي (الإسبانية)